# The Beatles Bootleg Recordings 1963
The Beatles Bootleg Recordings 1963 is een compilatiealbum van de Britse band The Beatles. Het album bestaat uit 59 niet eerder uitgebrachte opnames van de band. Het werd op 17 december 2013 uitgebracht door Universal en verscheen enkel op de iTunes Store. Het album was op de dag van uitgave slechts enkele uren beschikbaar, maar kon later weer verkocht worden. Het album werd uitgebracht om de auteursrechten van de opnames in de EU met twintig jaar te verlengen; deze zouden in 2013 na vijftig jaar verlopen, maar deze zouden voor zeventig jaar gelden indien de opnames officieel zouden worden uitgebracht.
Op The Beatles Bootleg Recordings 1963 staan vijftien outtakes die in de studio werden opgenomen en 42 tracks die werden opgenomen voor BBC Radio. De BBC-opnames op dit album verschenen niet eerder op de albums Live at the BBC en On Air – Live at the BBC Volume 2. Ook staan twee door John Lennon opgenomen demo's op het album, "Bad to Me" en "I'm in Love", die later als singles werden uitgebracht door respectievelijk Billy J. Kramer with The Dakotas en The Fourmost.

## Tracks
Tracks 1-14 zijn opgenomen in stereo, de rest in mono.

Alle muziek en teksten zijn geschreven door Lennon-McCartney, tenzij anders aangegeven. 
| Nr. | Titel                                                                                    | Schrijver(s)                                        | Duur |
| --- | ---------------------------------------------------------------------------------------- | --------------------------------------------------- | ---- |
| 1.  | There's a Place (Takes 5 & 6)                                                            |                                                     | 2:19 |
| 2.  | There's a Place (Take 8)                                                                 |                                                     | 1:58 |
| 3.  | There's a Place (Take 9)                                                                 |                                                     | 2:04 |
| 4.  | Do You Want to Know a Secret (Take 7)                                                    |                                                     | 2:17 |
| 5.  | A Taste of Honey (Take 6)                                                                | Bobby Scott, Ric Marlow                             | 2:12 |
| 6.  | I Saw Her Standing There (Take 2)                                                        |                                                     | 3:07 |
| 7.  | Misery (Take 1)                                                                          |                                                     | 1:54 |
| 8.  | Misery (Take 7)                                                                          |                                                     | 1:56 |
| 9.  | From Me to You (Takes 1 & 2)                                                             |                                                     | 3:24 |
| 10. | From Me to You (Take 5)                                                                  |                                                     | 2:17 |
| 11. | Thank You Girl (Take 1)                                                                  |                                                     | 2:09 |
| 12. | Thank You Girl (Take 5)                                                                  |                                                     | 2:04 |
| 13. | One After 909 (Takes 1 & 2)                                                              |                                                     | 4:29 |
| 14. | Hold Me Tight (Take 21)                                                                  |                                                     | 2:42 |
| 15. | Money (That's What I Want) (RM 7 Undubbed)                                               | Janie Bradford, Berry Gordy                         | 2:48 |
| 16. | Some Other Guy (Live bij de BBC voor Saturday Club, 26 januari 1963)                     | Jerry Leiber, Mike Stoller, Richard Barrett         | 2:02 |
| 17. | Love Me Do (Live bij de BBC voor Saturday Club, 26 januari 1963)                         |                                                     | 2:31 |
| 18. | Too Much Monkey Business (Live bij de BBC voor Pop Go the Beatles, 11 juni 1963)         | Chuck Berry                                         | 1:50 |
| 19. | I Saw Her Standing There (Live bij de BBC voor Saturday Club, 16 maart 1963)             |                                                     | 2:38 |
| 20. | Do You Want to Know a Secret (Live bij de BBC voor Saturday Club, 25 mei 1963)           |                                                     | 1:50 |
| 21. | From Me to You (Live bij de BBC voor Saturday Club, 25 mei 1963)                         |                                                     | 1:54 |
| 22. | I Got to Find My Baby (Live bij de BBC voor Saturday Club, 29 juni 1963)                 | Berry                                               | 1:59 |
| 23. | Roll Over Beethoven (Live bij de BBC voor Saturday Club, 29 juni 1963)                   | Berry                                               | 2:29 |
| 24. | A Taste of Honey (Live bij de BBC voor Easy Beat, 23 juni 1963)                          | Scott, Marlow                                       | 2:01 |
| 25. | Love Me Do (Live bij de BBC voor Easy Beat, 20 oktober 1963)                             |                                                     | 2:29 |
| 26. | Please Please Me (Live bij de BBC voor Easy Beat, 20 oktober 1963)                       |                                                     | 2:08 |
| 27. | She Loves You (Live bij de BBC voor Easy Beat, 20 oktober 1963)                          |                                                     | 2:19 |
| 28. | I Want to Hold Your Hand (Live bij de BBC voor Saturday Club, 21 december 1963)          |                                                     | 2:19 |
| 29. | Till There Was You (Live bij de BBC voor Saturday Club, 21 december 1963)                | Meredith Willson                                    | 2:16 |
| 30. | Roll Over Beethoven (Live bij de BBC voor Saturday Club, 21 december 1963)               | Berry                                               | 2:16 |
| 31. | You Really Got a Hold on Me (Live bij de BBC voor Pop Go the Beatles, 4 juni 1963)       | Smokey Robinson                                     | 2:54 |
| 32. | The Hippy Hippy Shake (Live bij de BBC voor Pop Go the Beatles, 4 juni 1963)             | Chan Romero                                         | 1:43 |
| 33. | Till There Was You (Live bij de BBC voor Pop Go the Beatles, 11 juni 1963)               | Willson                                             | 2:14 |
| 34. | A Shot of Rhythm and Blues (Live bij de BBC voor Pop Go the Beatles, 18 juni 1963)       | Terry Thompson                                      | 2:06 |
| 35. | A Taste of Honey (Live bij de BBC voor Pop Go the Beatles, 18 juni 1963)                 | Scott, Marlow                                       | 1:56 |
| 36. | Money (That's What I Want) (Live bij de BBC voor Pop Go the Beatles, 18 juni 1963)       | Bradford, Gordy                                     | 2:41 |
| 37. | Anna (Go to Him) (Live bij de BBC voor Pop Go the Beatles, 25 juni 1963)                 | Arthur Alexander                                    | 3:02 |
| 38. | Love Me Do (Live bij de BBC voor Pop Go the Beatles, 10 september 1963)                  |                                                     | 2:29 |
| 39. | She Loves You (Live bij de BBC voor Pop Go the Beatles, 24 september 1963)               |                                                     | 2:16 |
| 40. | I'll Get You (Live bij de BBC voor Pop Go the Beatles, 10 september 1963)                |                                                     | 2:05 |
| 41. | A Taste of Honey (Live bij de BBC voor Pop Go the Beatles, 10 september 1963)            | Scott, Marlow                                       | 2:00 |
| 42. | Boys (Live bij de BBC voor Pop Go the Beatles, 17 september 1963)                        | Luther Dixon, Wes Farrell                           | 2:12 |
| 43. | Chains (Live bij de BBC voor Pop Go the Beatles, 17 september 1963)                      | Gerry Goffin, Carole King                           | 2:22 |
| 44. | You Really Got a Hold on Me (Live bij de BBC voor Pop Go the Beatles, 17 september 1963) | Robinson                                            | 2:57 |
| 45. | I Saw Her Standing There (Live bij de BBC voor Pop Go the Beatles, 24 september 1963)    |                                                     | 2:41 |
| 46. | She Loves You (Live bij de BBC voor Pop Go the Beatles, 10 september 1963)               |                                                     | 2:15 |
| 47. | Twist and Shout (Live bij de BBC voor Pop Go the Beatles, 24 september 1963)             | Phil Medley, Bert Russell                           | 2:36 |
| 48. | Do You Want to Know a Secret (Live bij de BBC voor Here We Go, 12 maart 1963)            |                                                     | 1:55 |
| 49. | Please Please Me (Live bij de BBC voor Here We Go, 12 maart 1963)                        |                                                     | 1:57 |
| 50. | Long Tall Sally (Live bij de BBC voor Side by Side, 13 mei 1963)                         | Enotris Johnson, Richard Penniman, Robert Blackwell | 1:49 |
| 51. | Chains (Live bij de BBC voor Side by Side, 13 mei 1963)                                  | Goffin, King                                        | 2:23 |
| 52. | Boys (Live bij de BBC voor Side by Side, 13 mei 1963)                                    | Dixon, Farrell                                      | 1:53 |
| 53. | A Taste of Honey (Live bij de BBC voor Side by Side, 13 mei 1963)                        | Scott, Marlow                                       | 2:04 |
| 54. | Roll Over Beethoven (Live bij de BBC voor From Us to You, 26 december 1963)              | Berry                                               | 2:17 |
| 55. | All My Loving (Live bij de BBC voor From Us to You, 26 december 1963)                    |                                                     | 2:06 |
| 56. | She Loves You (Live bij de BBC voor From Us to You, 26 december 1963)                    |                                                     | 2:21 |
| 57. | Till There Was You (Live bij de BBC voor From Us to You, 26 december 1963)               | Willson                                             | 2:12 |
| 58. | Bad to Me (Demo)                                                                         |                                                     | 1:29 |
| 59. | I'm in Love (Demo)                                                                       |                                                     | 1:32 |